# Petr Bláha (politolog)
Petr Bláha (* 14. září 1988) je český politolog, filozof, publicista a vysokoškolský pedagog.

## Studium a kariéra
V letech 2007 až 2010 studoval filozofii a historii na Filozofické fakultě Univerzity Jana Evangelisty Purkyně v Ústí nad Labem. V roce 2010 získal bakalářský titul a na studium navázal magisterským navazujícím studiem oboru politologie – politická filozofie, po jehož absolvování získal v roce 2012 magisterský titul. V letech 2012 až 2020 byl studentem doktorského programu studia občanského sektoru na Fakultě humanitních studií Univerzity Karlovy, které úspěšně v roce 2020 ukončil a získal tak titul Ph.D. Ještě předtím pracoval v letech 2014 až 2016 jako vědecký pracovník na Fakultě sociálních věd Univerzity Karlovy. V roce 2016 pak na stejné pozici začal působit na FF UJEP, kde se navíc v roce 2021 stal rovněž odborným asistentem.
V rámci své vědecké činnosti se odborně specializuje na témata občanské společnosti, politické teorie, sociálních hnutí či na metodologii sociálních věd. Je členem České politologické společnosti a autorem řady odborných publikací, např. titulů Krajské volby 2012 v Ústeckém kraji, O politické filozofii, demokracii a střední Evropě - K poctě doc. Rudolfa Kučery či Volby a kvalita demokracie v českých krajích: participace, soutěživost, reprezentace. V souvislosti se svým odborným zaměřením byl opakovaně hostem v různých médiích.